# Eduardo Antunes Coimbra
Eduardo Antunes Coimbra (Rio de Janeiro, 1947. február 5. –) brazil válogatott labdarúgó, edző.

## Pályafutása

### Klubcsapatban
Edu alacsonyabb középosztálybeli családból származott, Quintinóból, Rio de Janeiro külvárosában. Az apja kapus volt, három testvére hivatásos labdarúgó, közülük a leghíresebb Zico, akivel 1976-ban együtt játszottak a Flamengóban. Az 1970-es évek egyik legtehetségesebb, legjobban cselező játékosának tartották, pályafutása során játszott az America, a Vasco da Gama, a Bahia és a Flamengo csapatában is. Az America csapatában 402 bajnokin 2012 gólt ért el.

### Edzőként
1983 és 1984 között brazil szövetségi kapitány volt. Több hazai klubcsapatnál is tevékenykedett, de Zico mellett másodedzőként dolgozott a Fenerbahçe és a CSZKA Moszkva csapatánál is, valamint vezetőedzője volt a japán Kasima Antlersnek.

## Sikerei, díjai

### Játékosként
- Copa Rio Branco 1967 –
- Taça Guanabara: 1974
- Bahiai állami bajnok: 1975

### Edzőként
- Taça Rio 1982
- Tournament of the Champions: 1982
- Campeonato Paranaense: 1989
- Riói állami bajnok: 1990
- Török bajnok: 2007

### Egyéni
- A Torneio Roberto Gomes Pedrosa gólkirálya: 1969

## Nemzeti válogatott
A brazil válogatottban 2 mérkőzést játszott.

## Statisztika
| Brazil válogatott | Brazil válogatott | Brazil válogatott |
| Időszak           | Mérk.             | gól               |
| ----------------- | ----------------- | ----------------- |
| 1967              | 2                 | 0                 |
| Összesen          | 2                 | 0                 |